# هيروكادز كشي
هيروكادْزُ گٌشي (باليابانية: 郷司 弘和) (19 ديسمبر 1966 في شيزوكا في اليابان – )؛ هو لاعب كرة قدم ياباني سابق كان يلعب كحارس مرمى.

## وصلات خارجية
- هيروكادز كشي على موقع رابطة كرة القدم اليابانية للمحترفين (اليابانية)
- هيروكادز كشي على موقع عالم كرة القدم.نت (الإنجليزية)